# Thomas Wulff (Autor)
Thomas Wulff (* 24. August 1953 in Helsinki) ist ein finnlandschwedischer Schriftsteller, Lyriker und Wortführer der schwedischen Schriftstellervereinigung Finnlands.

## Leben
Wulff studierte schwedische Literatur, Philosophie und englische Philologie. Im Alter von 17 bis 18 Jahren begann er zu schreiben. Als er 20 Jahre alt war, erschien sein erstes Buch. Ihn inspirierte die progressive Rockmusik jener Zeit, beispielsweise die Bob Dylans. Wulff erkannte, dass mit Worten etwas erreicht und die Beseitigung der Ungerechtigkeiten in der Welt mit Lyrik unterstützt werden kann.
Er ist Mitglied der Poesiegruppe KAIN, die unter anderem in Helsinki, Åbo, Mariehamn, Karis, Malmö, Moskau und St. Petersburg auftrat. Er arbeitete in der Redaktion der Zeitschriften Fågel Fenix in den 1970er Jahren und Otid in den 1980er Jahren. Seit 1998 ist Wulff Wortführer der schwedischen Schriftstellervereinigung Finnlands.
In letzter Zeit schrieb Wulff meistens Prosa und Dramen. Lyrik spielte nur in seiner Jugend eine Rolle. Nachdem er verheiratet war und Kinder bekommen hatte, schrieb er keine Gedichte mehr.
In dem Roman En hjälte för vår tid („Ein Held unserer Zeit“, 2006 erschienener erster Teil einer geplanten Trilogie) wird ein weniger bekanntes und rätselhaftes Menschenschicksal des Orientalisten und Revolutionärs Ivarlassys mit Einfühlung und Phantasie präsentiert. Dem Leser wird detailliert sein Leben und die dämmernden Revolutionsströmungen in Helsinki und Baku geschildert. Eugen Schauman und Bobrikow, Trotzki und Lenin kreuzen den Weg des Helden im Helsinki des frühen 20. Jahrhunderts, ohne dass er ahnt, welchen Einfluss sie auf ihn haben werden.

## Werke

### Romane
- Nattens fabler, 1974
- Trance Dance, 1980
- Helsinski-Romanka, 1990
- Pang, pang, du är död, 1996

### Poesie und Prosa
- Kirurgens park - kineserier, 1985
- Snapshots - Mumlade mytologier, 1980
- Sumpråttans resa, 1980
- En hjälte för vår tid, 2006

### Essays
- Det ondas tjusning - anteckningar om gangstermytologi och verklighet, 1987

### Gedichte
- Månsten, 1973
- Hjärtats stråtrövare, 1976
- Utspelad i Ulan-Bator, 1983
- En drömmares dagbok, 1983

### Dramatik
- Akvarium, Akvaario, Aquarium, 1987
- Elddopet, 1989

## Preise und Auszeichnungen
- Preis der Stiftung des Längman-Kulturfonds, 1983[4]
- Preis der schwedischen Literaturgesellschaft in Finnland (SLS) für En hjälte för vår tid, 2007